# Palácio de Huis ten Bosch

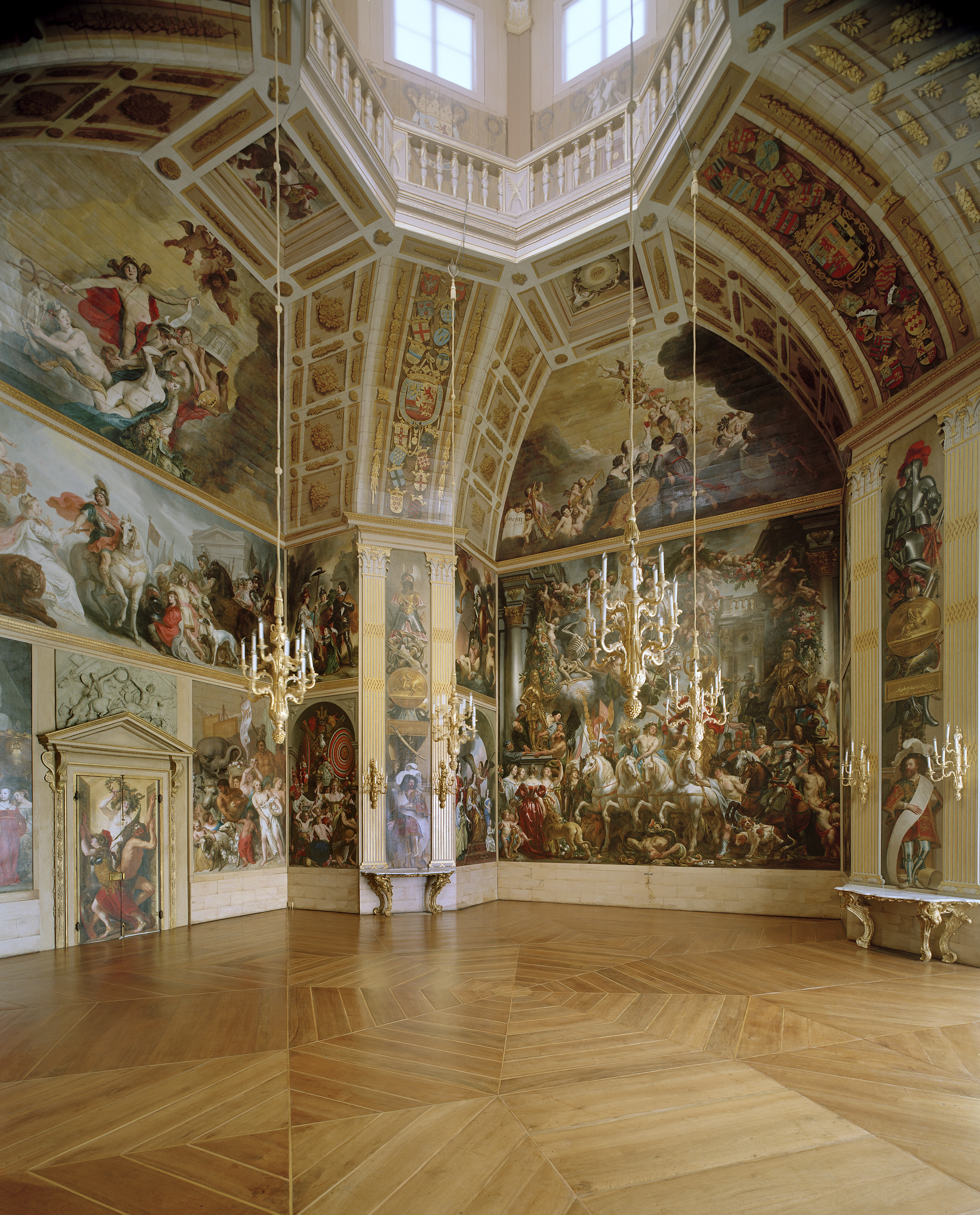
A Sala Laranja no Palácio Huis ten Bosch

O Palácio Huis ten Bosch é uma das quatro residências oficiais da Família Real Holandesa, localizado em Haia, Holanda, e lar do rei Guilherme Alexandre dos Países Baixos desde 1981. 
A construção começou a 2 de setembro de 1645 sob a direção de Bartholomeus Drijffhout, de acordo com o projeto delineado por Pieter Post e Jacob van Campen. Sua realização foi ordenada por Amália de Solms-Braunfels, esposa de Frederico Henrique, Príncipe de Orange. A pedra fundamental foi lançada pela rainha Elizabeth da Boêmia, que era então exilada com seu marido, Frederico V. 
Durante o próximo século e meio, o palácio mudou de proprietários, através das mãos da família Nassau, o rei da Prússia e várias estatúderes até que a República Batava, fundada em 1795, o cedeu para o povo holandês. Luís Bonaparte, irmão de Napoleão, nomeado rei da Holanda, viveu lá entre 1805 e 1807. 
Quando Guilherme I foi proclamado rei, fez de Huis ten Bosch uma de suas residências oficiais. O lugar se tornou um dos favoritos de vários membros da Família Real. Durante a Primeira Guerra Mundial era a casa principal da rainha Guilhermina. A rainha e sua família foram forçados a fugir do palácio para o Reino Unido (e de lá para o Canadá) quando o exército alemão invadiu o país durante a Segunda Guerra Mundial, em maio de 1940. O comando nazista tinha planos para demolir o palácio, mas o administrador do edifício foi capaz de convencer os invasores a poupá-lo. No entanto, sofreu danos que o tornaram inabitável. 
Entre 1950 e 1956 foram realizados trabalhos de restauração e depois voltou a ser uma residência real.  Em 1981 voltou a ser a residência principal. Desde a sua construção, passou por várias reconstruções de importância e, atualmente, é constituído por um corpo central com duas asas de grande porte.  Seu comprimento é de aproximadamente 110 metros de uma ponta a outra.
As pinturas na "Sala Laranja" datam de 1648 e 1651, sendo realizadas por uma série de pintores que foram selecionados por Jacob van Campen e Huygens Constantijn em cooperação com Amália von Solms. Os artistas foram alunos ou trabalharam no estilo de Rubens e foram considerados os mais importantes pintores holandeses a trabalhar no gênero das cenas de história. A decoração da sala é tida como uma das maiores realizações artísticas do Século de Ouro Holandês. O conjunto foi concebido como um memorial para Frederico Henrique e mostra 31 obras de grande formato e outras menores. 
Além de Jacob van Campen, que dirigiu os trabalhos gerais, colaboraram os pintores Theodoor van Thulden, Caesar van Everdingen, Salomon de Bray, Thomas Willeboirts Bosschaert, Jan Lievens, Christiaen de Couwenbergh, Pieter Soutman, Gonzales Coques, Jacob Jordaens, Pieter de Grebber, Adriaen Hanneman e Gerard Honthorst.